# سحنون بن عثمان الونشريسي
سحنون بن عثمان بن سليمان بن أحمد لن أبو بكرالونشريسي المداوي فقيه، فاضل تفقه بمليانة ومدينة الجزائر وهو دفين بني وعزان قبيلة بنواحي ونشريس من معاصرين القرن 17 م

## شيوخه
- محمد بن علي آبهلول المجاجي، لأنّ سحنون بن عثمان درس بمجاجة في وقت شيخها ومؤسسها محمد بن علي المجاجي.
- أبو الحسن على أقدار.
- امحمد بن أبي القاسم المطماطي.
- يحي بن على الزواوي،
- أبو الحسن علي الأجهوري المصري المالكي من شيوخ الأزهر في زمانه، صرّح سحنون الونشريسي باسمه وأنّه من شيوخه في هذا الكتاب.[2]

## مؤلفاته
1. شرح على السراج" منظومة الشيخ عبد الرحمن الاخضري في علم الفلك [3]
2. شرح منظومة الاستخراج [4]
3. سهام الربط في المخمس خالي الوسط
4. «تحرير المقال في الحمد والصّلاة والسّلام على سيّد الإرسال» [5]
5. «المرآة المقابلة في أوجه المماثلة» كتاب في علم الكلام، مخطوط لم يطبع.
6. «مفيد المحتاج على المنظومة المسمّاة بالسراج، في علم الفلك» مطبوع بمصر بالمطبعة الشرقية سنة 1314هـ.